# Abid ibn al-Àbras
Abid ibn al-Àbras al-Assadí (àrab: عَبيد بن الأبرص الأسدي, ʿAbīd b. al-Abraṣ al-Asadī) fou un poeta preislàmic àrab de la tribu d'Assad. Va viure al segle vi i la seva mort se situa vers el 554, a mans del rei làkhmida al-Múndhir III de Hira. Vers 530 els Banu Àssad es van revoltar contra el predomini dels reis de Kinda i van matar el rei Hujr, pare del poeta Imru-l-Qays, d'on va derivar una llarga enemistat entre els dos poetes. Del seu diwan se'n conserven trenta cassides completes i disset de fragmentàries.